# Хуманистична библиотека
Хуманистична библиотека (на френски: Bibliothèque humaniste) е музей и библиотека в град Селеста, Франция.
Библиотеката води началото си от сбирката на местното латинско училище от XV век и личната библиотека на Беатус Ренанус (1485-1547). Днес тя съдържа ценна сбирка с ренесансови ръкописи и ранни печатни издания и е смятана за една от най-големите културни забележителности на Елзас, наред със Страсбургската катедрала и Айзенхаймския олтар.